# ヴィンス・ヴィーラフ
ヴィンス・ヴィーラフ（Vince Vieluf,  1970年11月11日 - ）は、アメリカ合衆国の俳優である。

## 来歴
1970年、イリノイ州・ジョリエットに生まれる。後にテキサス州へ移住し、高校までを同州で過ごした。また高校時代から演劇の経験を積んでおり、後にロサンゼルスへ移った後の1997年、テレビ映画『エッジ・オブ・イノセンス』でプロデビューを果たした。『ER緊急救命室』や『フレンズ』などのテレビドラマシリーズ等へも出演し、順調に経歴を構築。2001年に出演したコメディ映画『ラットレース』では、ウーピー・ゴールドバーグやローワン・アトキンソン、ジョン・クリーズなど大物喜劇俳優陣らと共に主演の一人として抜擢され、セス・グリーンと間の抜けた兄弟を演じて印象を残した。

## 出演作品

### 映画
- エッジ・オブ・イノセンス On the Edge of Innocence (1997) ※テレビ映画
- ファングルフ/月と心臓 An American Werewolf in Paris (1997)
- ムーンライト・ドライブ Clay Pigeons (1998)
- Chick Flick (1998)
- Everything Put Together (2000)
- ラットレース Rat Race (2001)
- Four Reasons (2002)
- アメリカン・スクール・トリップ After School Special (2003)
- クール・ボーダーズ Grind (2003)
- ロードキラー in L.A. Mojave (2004)
- スノー・ワンダー/奇蹟の降る日 Snow Wonder (2005) ※テレビ映画
- ファイヤーウォール Firewall (2006)
- 鉄板英雄伝説 Epic Movie (2007)
- The Immaculate Conception of Little Dizzle (2009)
- ヒステリア Hysteria (2010)

### テレビドラマ
- Cracker (1997)
- ER緊急救命室 ER (1998)
- アーリー・エディション - 時間旅行 Early Edition (1999)
- ジェシー! Jesse (1999, 2000)
- フレンズ Friends (2001)
- CSI:科学捜査班 CSI: Crime Scene Investigation (2003, 2007, 2009)
- Love, Inc. (2005, 2006)
- CSI:マイアミ CSI: Miami (2007)